# Mariä Himmelfahrt (Kneiting)

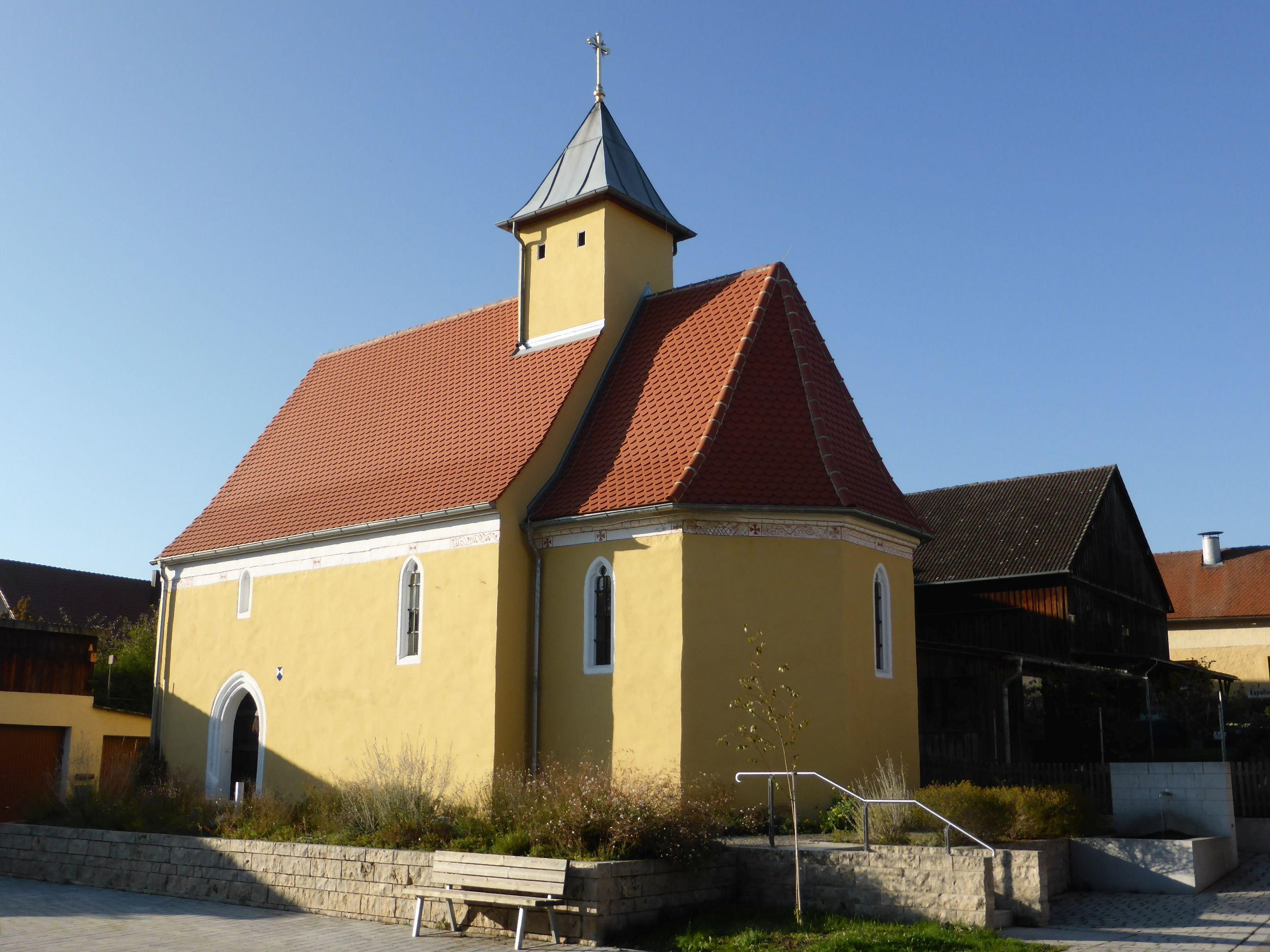
Mariä Himmelfahrt (Kneiting)

Die römisch-katholische, denkmalgeschützte Filialkirche, die ehemalige Wallfahrtskirche Mariä Himmelfahrt, steht in Kneiting, einem Gemeindeteil der Gemeinde Pettendorf im Landkreis Regensburg der Oberpfalz. Sie ist dem Bistum Regensburg zugeordnet. Das Bauwerk ist unter der Denkmalnummer D-3-75-181-10 als Baudenkmal in die Bayerische Denkmalliste eingetragen.

## Beschreibung
Die spätgotische Saalkirche wurde im 15. Jahrhundert erbaut. Sie besteht aus einem Langhaus und einem eingezogenen, dreiseitig geschlossenen Chor im Osten. Aus dem Satteldach des Langhauses erhebt sich im Osten ein quadratischer Dachreiter, der mit einem spitzen Pyramidendach bedeckt ist.
Die Innenräume des Langhauses und des Chors sind mit Flachdecken überspannt. Zur Kirchenausstattung gehört ein spätgotischer, 1506 aufgestellter Flügelaltar. Bei der Restaurierung 1959/60 wurde das Gesprenge abgenommen. In der Mitte des Schreins ist ein Relief mit Maria dargestellt, auf der Feiertagsseite der klappbaren Flügel sind auf den Reliefs die heilige Katharina und die heilige Barbara zu sehen. Auf der Predella ist die Anbetung der Könige dargestellt.